# Sono
Sono ist sowohl eine Gemeinde (französisch commune rurale) als auch ein dasselbe Gebiet umfassendes Departement im westafrikanischen Staat Burkina Faso, in der Region Boucle du Mouhoun und der Provinz Kossi. Die Gemeinde hat in 11 Dörfern 7276 Einwohner.